# Heisterburg
Bei der Heisterburg im Deister handelte es sich um eine Wallburg des 10. bis 11. Jahrhunderts in der Nähe des Lauenauer Ortsteils Feggendorf. Sie liegt je zur Hälfte auf dem Gebiet der Samtgemeinde Nenndorf und der Stadt Rodenberg in Niedersachsen.

## Lage
Die Anlage hat ihren Standort in einem Waldgebiet am nordwestlichen Ende des Deisters. Sie befindet sich nahe dem Bergkamm auf etwa 330 Meter über NN in einer Senke zwischen zwei flachen Erhebungen. Die Befestigungsanlage liegt an der früheren Grenze zwischen den mittelalterlichen Gauen Bukkigau und Marstemgau. Heute liegt sie auf der Grenze zwischen der Stadt Rodenberg und der Samtgemeinde Bad Nenndorf sowie der Grenze der Region Hannover und dem Landkreis Schaumburg.

## Name
Eine schriftliche Überlieferung zur Heisterburg oder eine Erwähnung in historischen Urkunden ist nicht bekannt. Im Jahr 1875 veröffentlichte ein Heimatforscher und Pastor aus Barsinghausen-Hohenbostel seine Nachforschungen zur Namensherkunft der Heisterburg. Demnach wurde die Anlage noch im 16. Jahrhundert Hoyer, Hoysburg oder Hoiesburg genannt. In alten Flurkarten wird das Gelände 1574 als hoiser Burch, 1651 Hoisburg und 1840 Heuser Burg genannt. Der Wortstamm Hoyer leitet sich vom alten Wort hoye für Hütung ab. Es ist sinnverwandt mit den in anderen Orten gebräuchlichen Bezeichnung Warte für derartige Anlagen. Hoysburg hat demnach die Bedeutung einer in erhöhter Position gelegenen Wächterburg, von der das Umland zu überblicken und zu überwachen ist. Einer anderen Deutung zufolge kam in die Benennung der Wallanlage der Begriff Heister wegen der Lage in einem jungen Buchenwald.

## Beschreibung

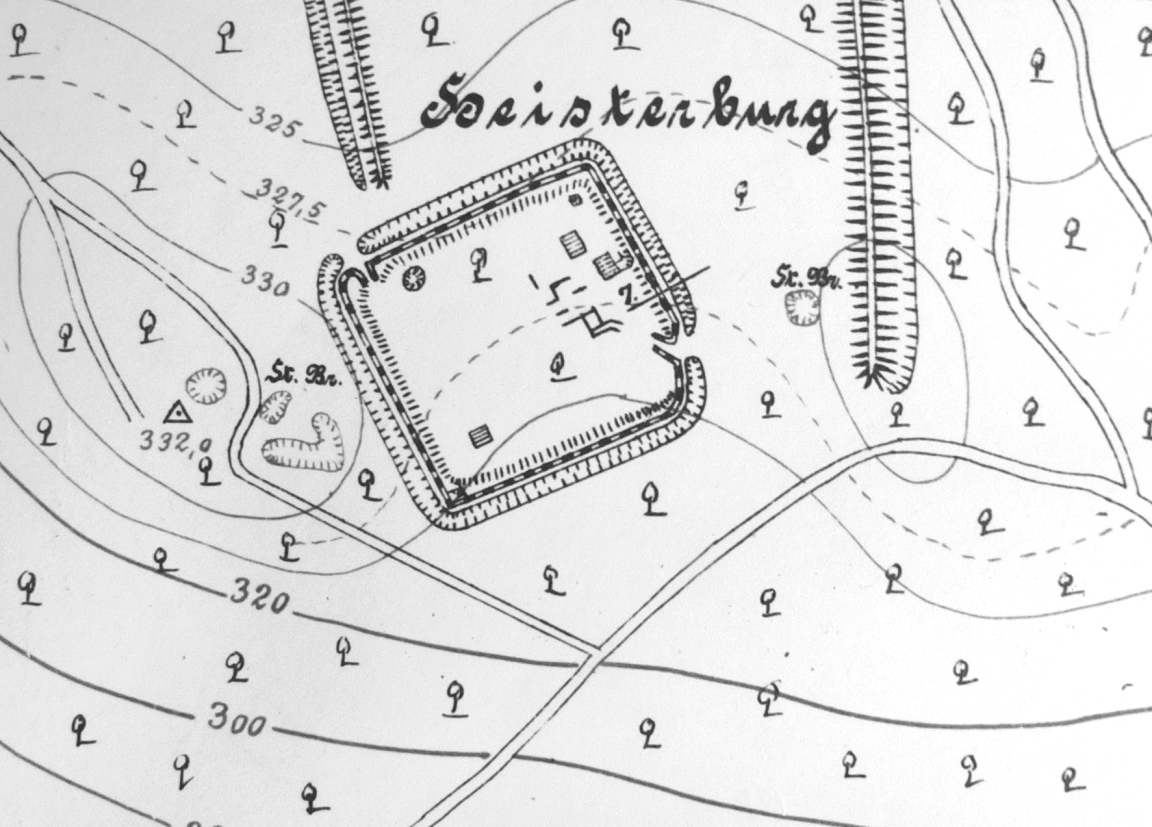
Grundriss der Hauptburg der Heisterburg von Carl Schuchhardt um 1885

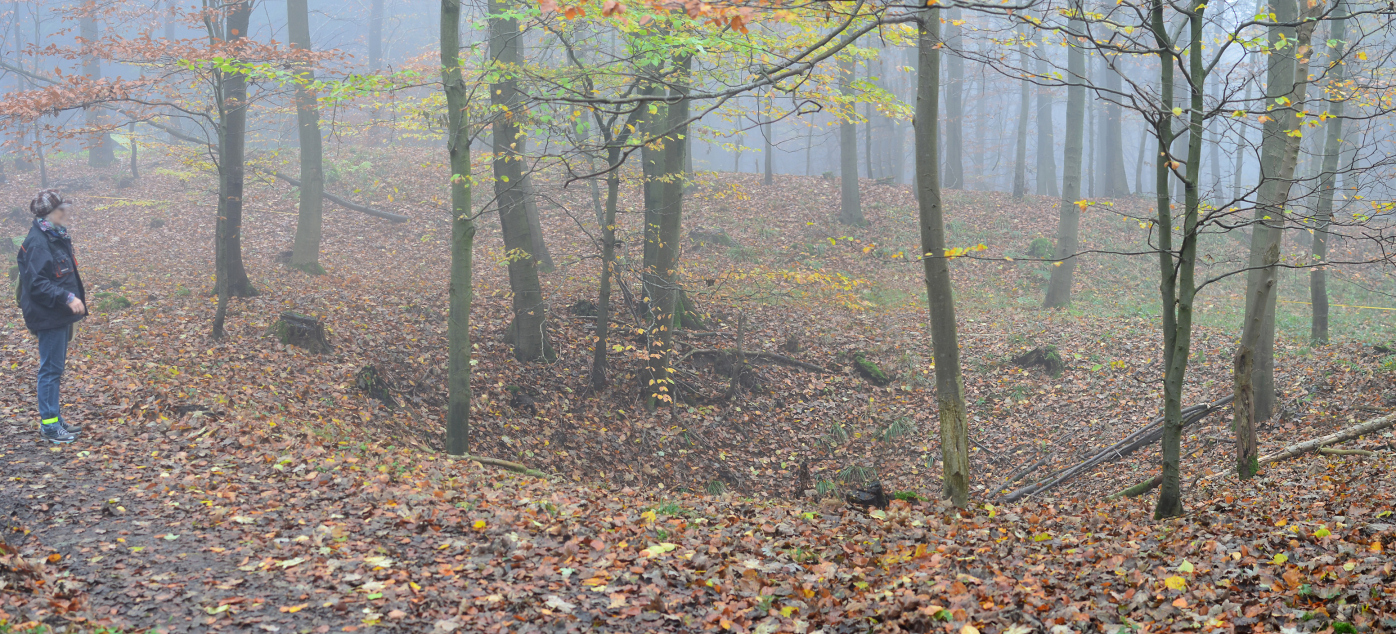
Kreisrunde Bodenvertiefung in der Hauptburg, vermutlich frühere Zisterne

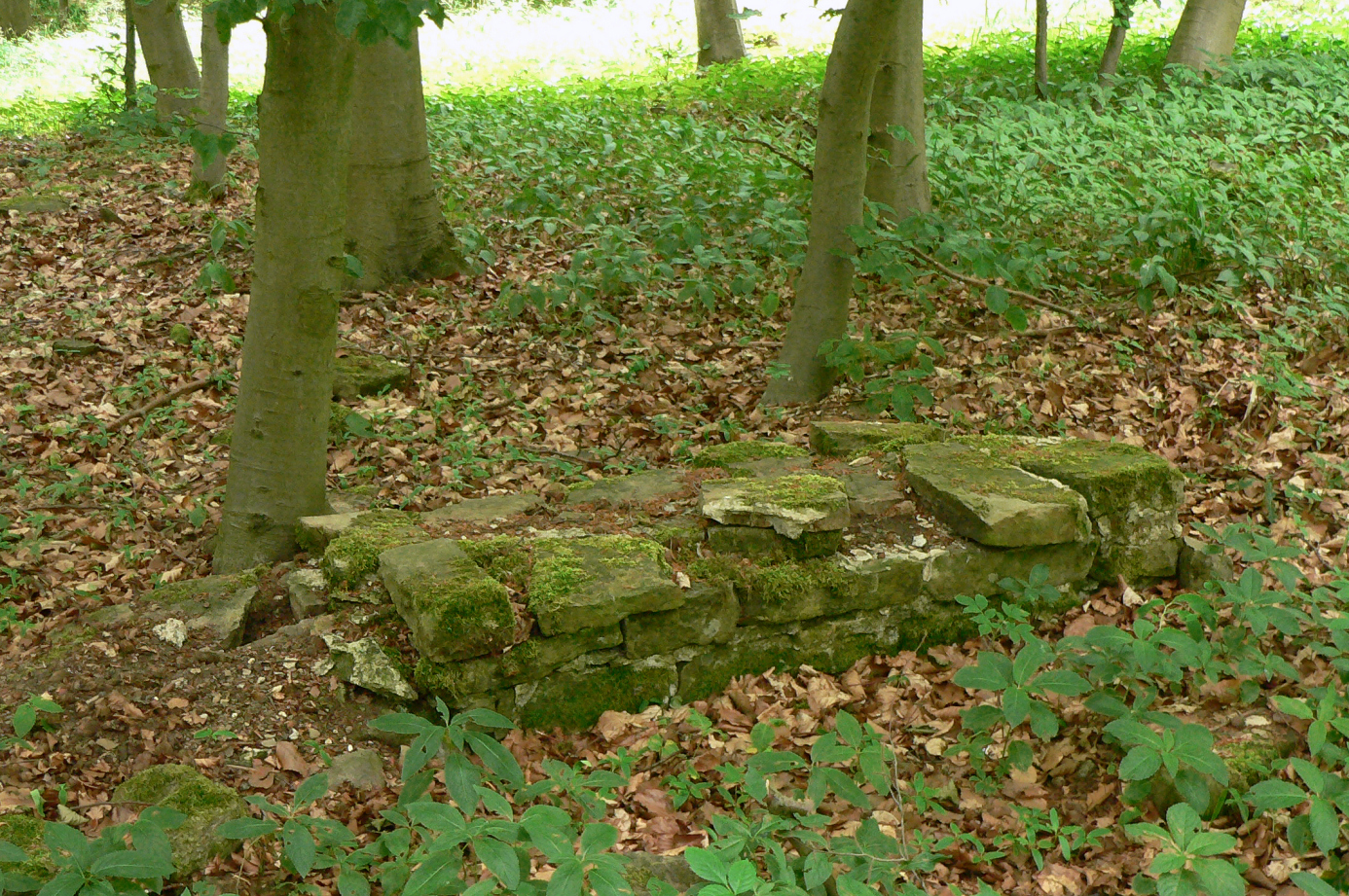
Obertägig sichtbare Mauerreste in der Hauptburg

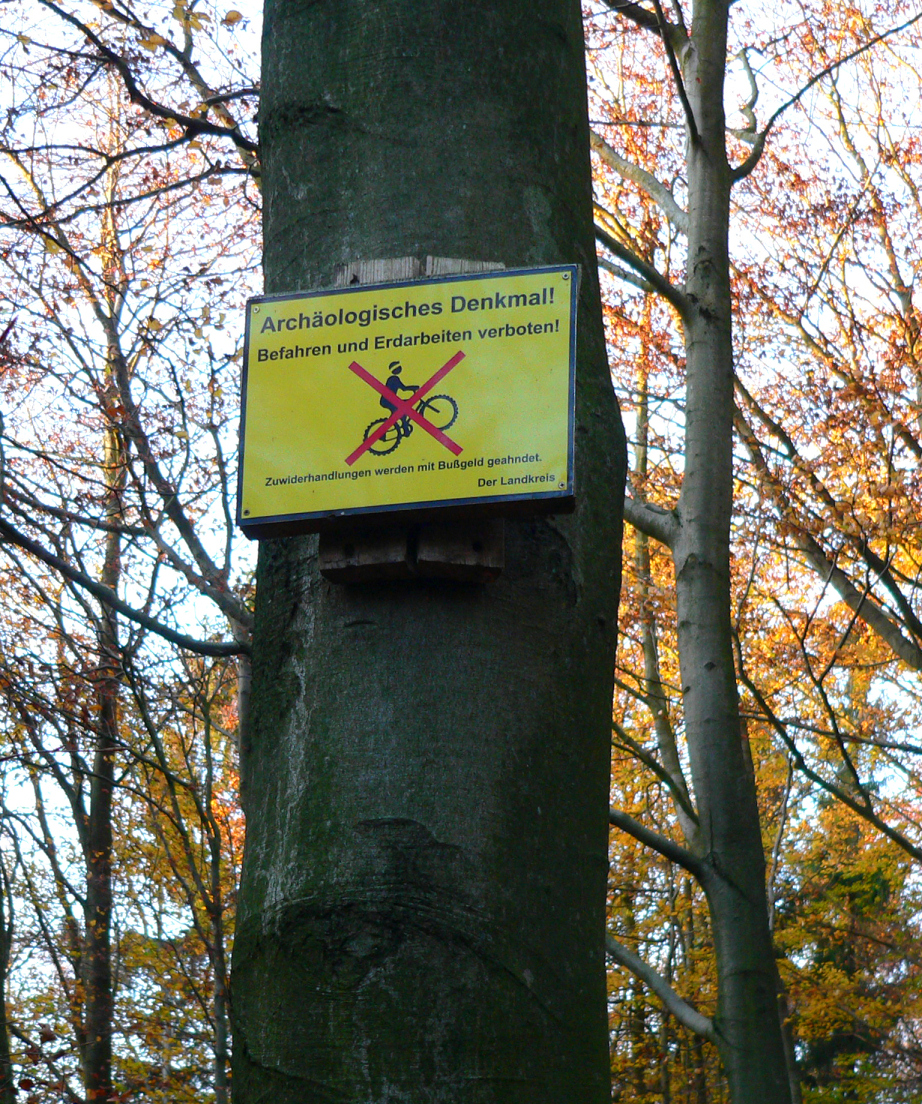
Verbotsschild zum Mountainbiking auf dem Wall zum Schutz des archäologischen Denkmals

Die Heisterburg besteht aus einer kleineren, etwa 0,9 ha großen Hauptburg und einer geräumigen etwa 7,4 ha großen Vorburg. Die Hauptburg ergibt sich aus einem nahezu quadratischen Ringwall in der Art einer Viereckschanze von 106 bzw. 115 × 107, bzw. 111 Metern. Die beiden früheren Zugangstore sind als Zangentore ausgebildet. Sie befinden sich an der nordwestlichen Ecke und im östlichen Wall im südöstlichen Bereich. Beim nordwestlichen Tor sind die noch auf ein Meter Höhe erhaltenen Wallmauern nach innen eingebogen, wo sie sich zum Tor mit 2,6 m Breite verengen. Das südöstliche Tor verengte sich ebenfalls nach innen. Beide Torbereiche wiesen eine Pflasterung auf.
Der heutige Erhaltungszustand der Wallanlage ist als gut zu bezeichnen, da es im Laufe der Zeit zu keinen Abtragungen oder anderen größeren Veränderungen kam. Der Wall ist heute noch 2 m hoch und etwa 10 m breit. Die Außenfront des Walls bestand aus einer gemörtelten Mauer von 1,70 m Stärke und wohl mehreren Metern Höhe, von der unterirdisch noch Reste in einer Höhe von 1,5 m vorhanden sind. Nach Nutzungsende der Anlage wurden die oberirdischen Steine der Mauer vermutlich für Bauvorhaben in den nahegelegenen Dörfern oder für den Bau von anderen Befestigungsanlagen, wie die Wasserburg Lauenau und die Wasserburg Rodenberg, abgetragen. Außen vorgelagert war ein Spitzgraben, stellenweise als Sohlgraben ausgeprägt, mit einer ursprünglichen Tiefe von ca. 2,50 m und etwa 8 m Breite. In der Südwest-Ecke der Hauptburg befanden sich als neuzeitlich identifizierte Fundamente, die der Unterbau eines hölzernen Turms gewesen sein könnten.
Die Ausgrabungen im Innenraum der Hauptburg förderten zwei etwa 5,5 m tiefe Schächte zutage, die als Brunnen oder Zisternen gedeutet werden. In einer Bodenvertiefung fanden sich bis in 4 Meter Tiefe Scherben und Knochen.
Auch wurden die Fundamente von fünf einräumigen Gebäuden in der Größe von bis zu 5 × 10 Meter entdeckt, die über Keller verfügten, sowie weitere ungeklärte Mauerzüge. Im Norden der Hauptburg fanden sich bei Grabungen im Jahr 1930 über 20 Steinpackungen, die als Öfen oder Herde zu deuten sind. In diesem Bereich fanden sich Schlacken, Eisenerz und Hufeisen. Dies lässt auf Eisenverhüttungs- und Schmiedetätigkeiten schließen. In der Vorburg wurde ein eingetieftes Sechs-Pfosten-Grubenhaus mit Herdstelle und Keramikresten aus dem 10. Jahrhundert entdeckt.
Die Vorburg schließt sich nach Norden an und fasst mit ihren Wällen einen Bachlauf ein. Sie kennzeichnet sich im Osten durch einen 500 Meter langen Wall, der am untersten Ende ein sieben Meter breites Zangentor aufwies, bei dem die Wallenden mit Mauerzügen versteift waren. Im Westen schützte ein 100 m langer Wall. 400 m nördlich der Vorburg befindet sich ein Vorwall mit Graben. Im Gegensatz zur Hauptburg befinden sich in den Wällen keine Mauern. Außerdem finden sich mehrere Wallzüge östlich und westlich des Kernwerks sowie in weiterer Umgebung. Es könnte sich um Vorwälle, Abschnittswälle oder Bestandteile der jüngeren Bückethaler Landwehr handeln.
Im Jahre 2011 stellten der Landkreis Schaumburg und die Niedersächsischen Landesforsten Verbotsschilder auf den Wällen der Burg auf, die Grabungstätigkeiten und das Mountainbiking untersagen. Es war beobachtet worden, dass die Wälle der historischen Anlage als Hindernisparcours dienten und zu diesem Zweck umgestaltet wurden.

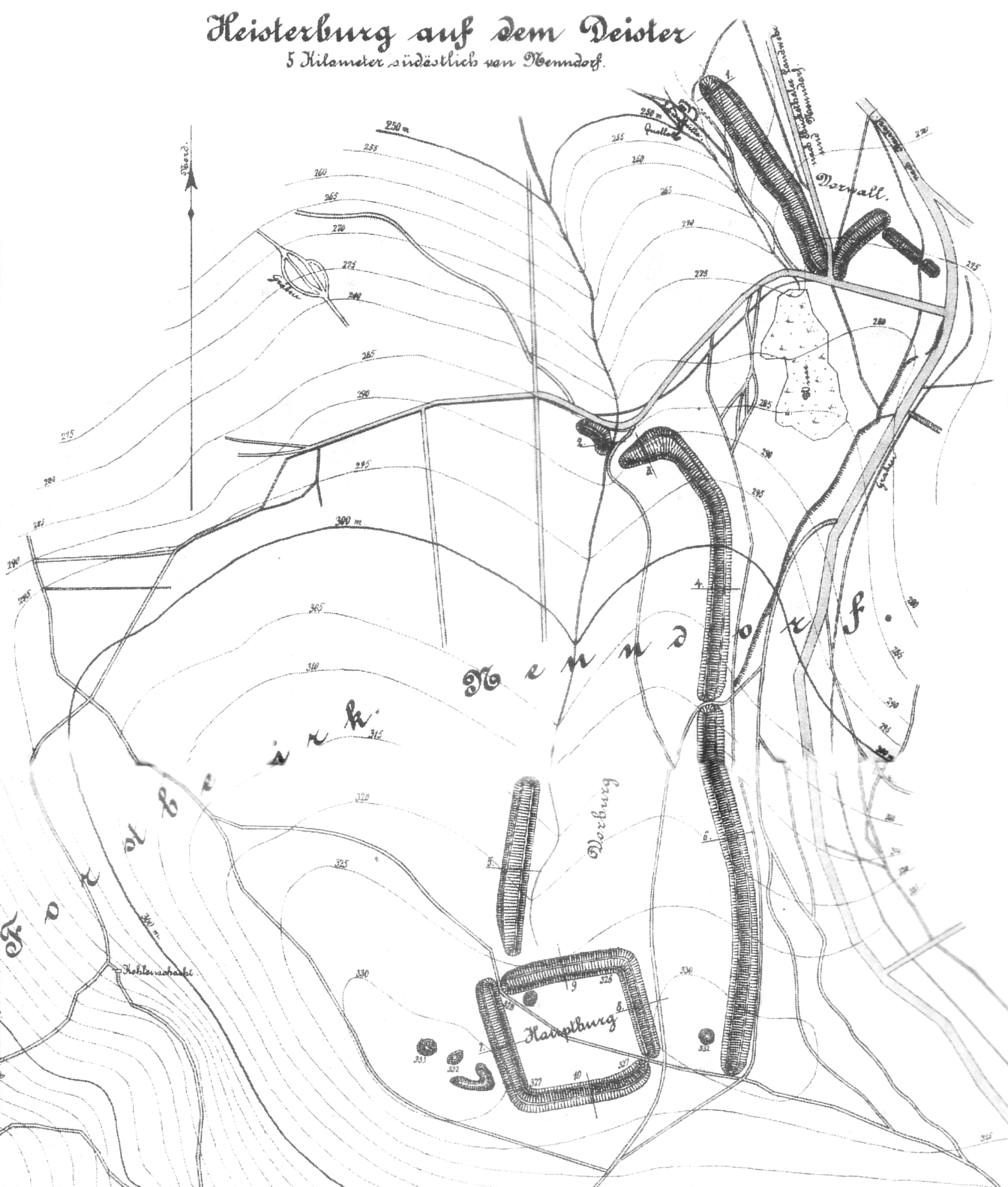
Gesamtplan der Heisterburg mit Vorburg und Vorwällen von 1885
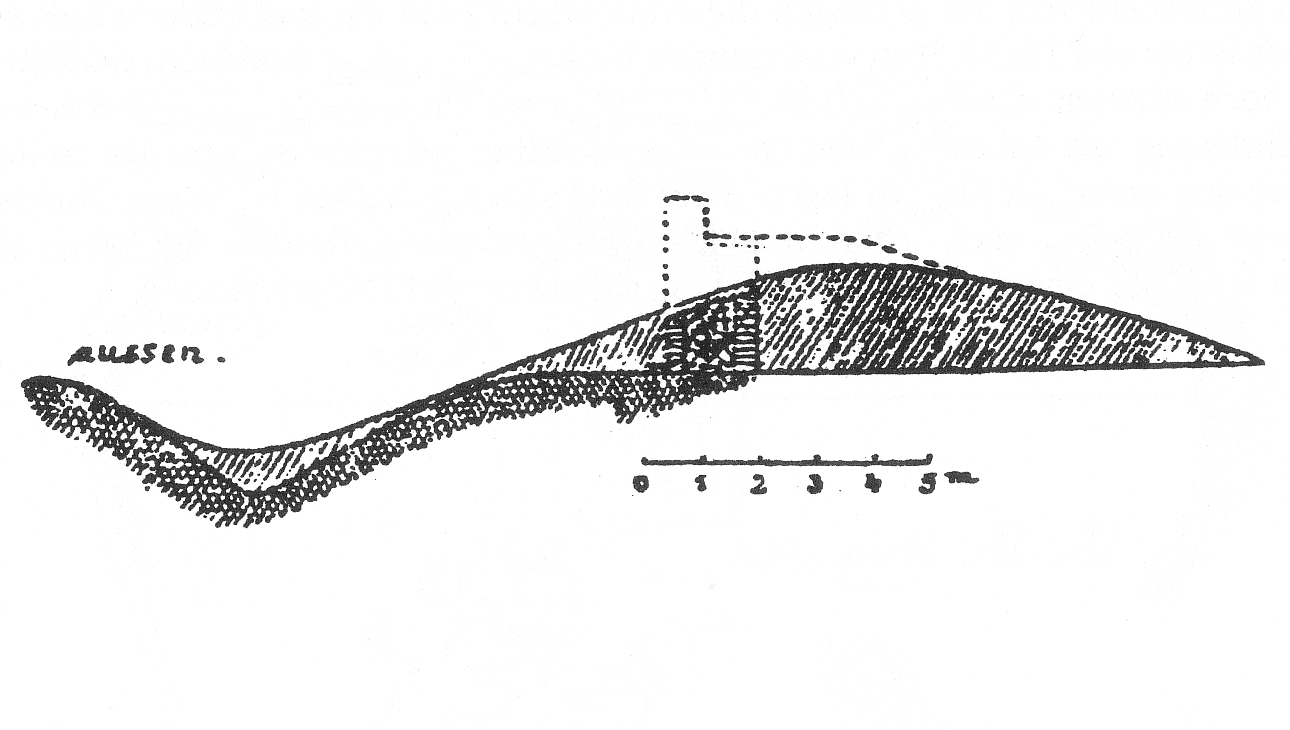
Schnitt durch den Wall, 1892
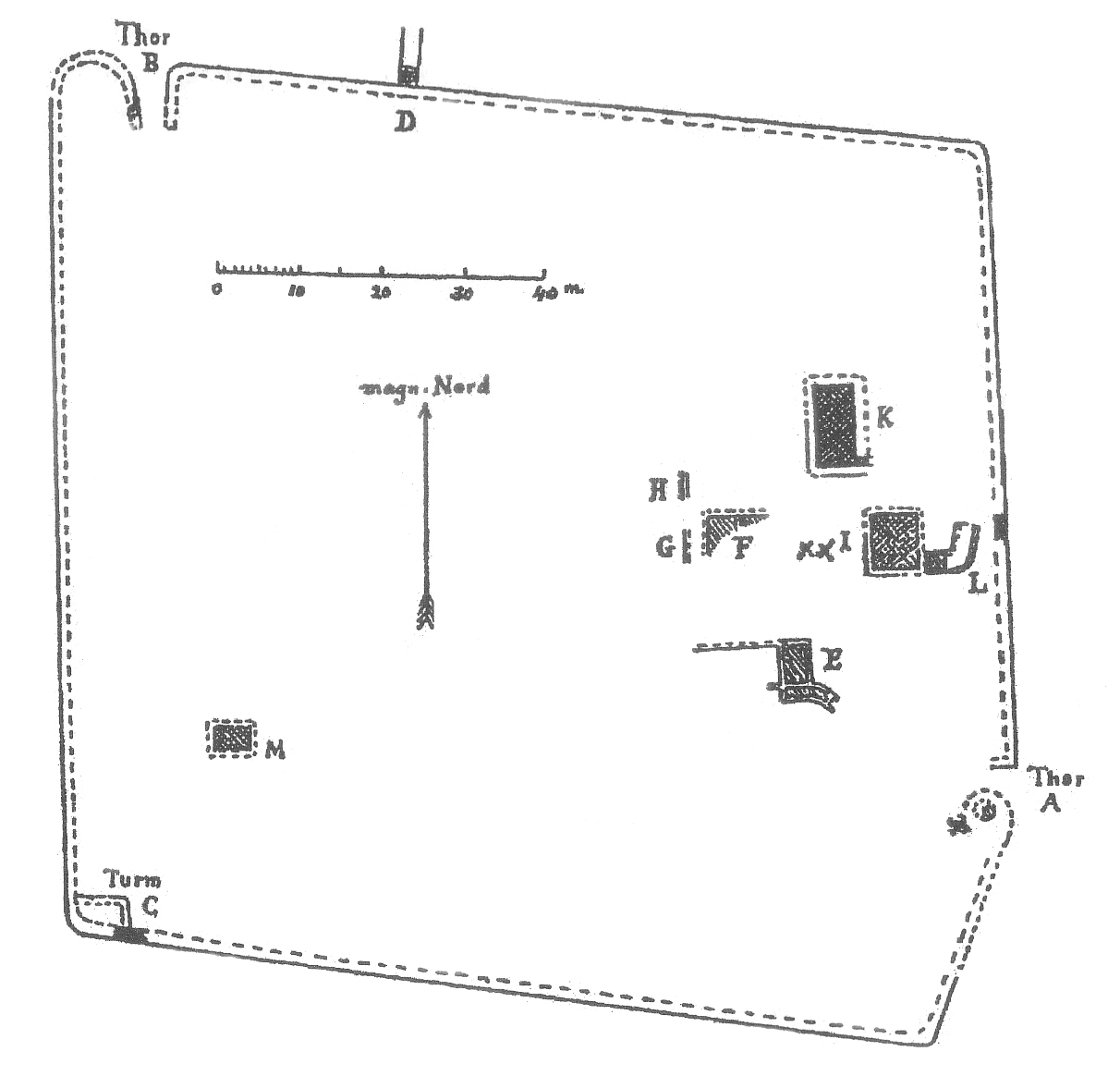
Plan der Hauptburg, 1892
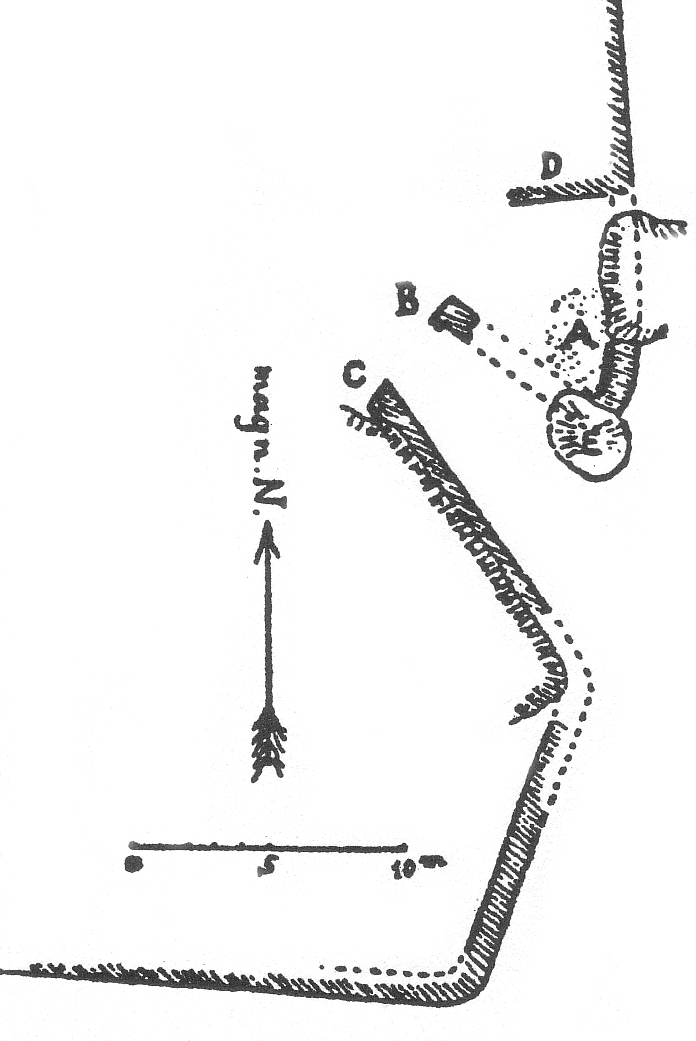
Grundriss des südöstlichen Tors der Hauptburg, 1892

## Archäologie

### Altgrabungen
Ausgrabungen auf dem Gelände der Wallburg gab es in den Jahren 1887, 1891–92 und 1929–32. Die erste Grabung wurde 1887 von Bad Nenndorf aus durchgeführt. Im Juli 1891 führte ein Freiherr des Ritterguts Wichtringhausen eine Grabung mit 15 Arbeitern durch. Dabei wurde die Steinmauer innerhalb der Wälle im Bereich der Hauptburg freigelegt. Auch wurde ein Tor im Nordwesten der Hauptburg ausgegraben. Im Oktober 1891 ließ der hannoversche Archäologe Carl Schuchhardt die Ausgrabung mit 10 bis 15 Arbeitern, bei denen es sich überwiegend um Bergleute handelte, fortsetzen. Im Folgejahr wurden sie im Juli und September 1892 mit vier Arbeitern weiter geführt. Um 1930 fanden durch den Archäologen Hermann Hofmeister hauptsächlich Grabungen auf dem Gelände der großräumigen Vorburg statt.
Die Grabungen förderten verschiedene Fundstücke, wie Nägel, Reste von Keramikgefäßen, Hufeisen und Knochenreste zutage. Aus Scherbenresten wurden ein größerer und ein kleinerer Kugeltopf rekonstruiert, die im Museum Rinteln ausgestellt sind.

### Prospektionen 2014–2017

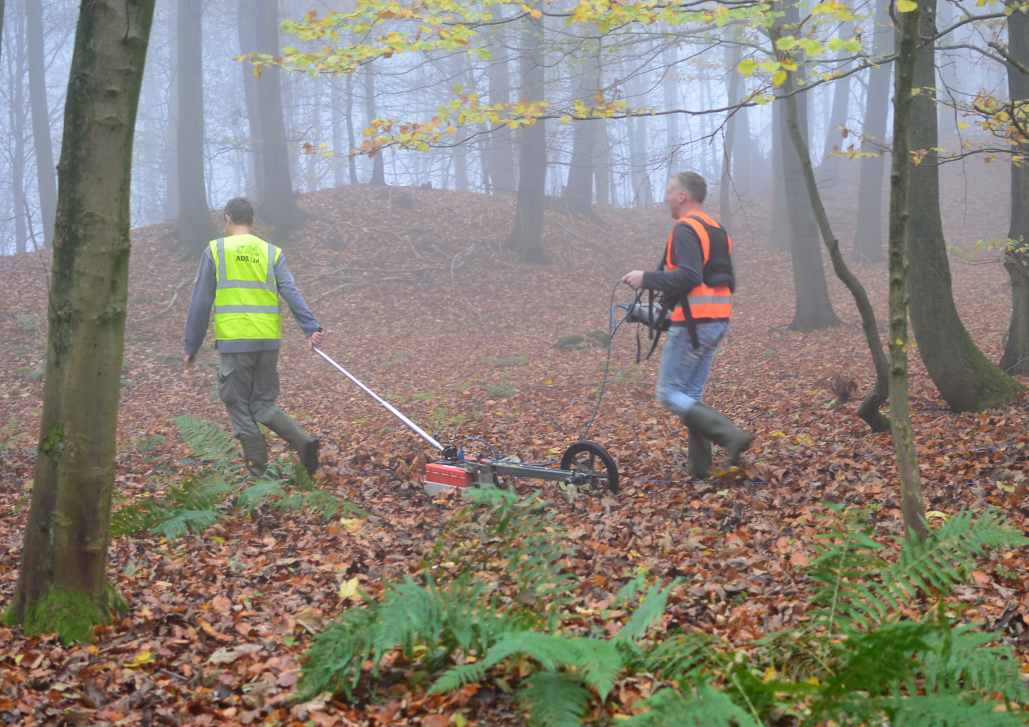
Untersuchung der Hauptburg mit Georadar, im Hintergrund der westliche Wall (2014)

Im Herbst 2014 ließ die Kommunalarchäologie der Schaumburger Landschaft unter Leitung des Archäologen Jens Berthold in der gesamten Hauptburg und einem kleineren Bereich der Vorburg geophysikalische Prospektionen durchführen. Das sich auf 10.000 Euro belaufende Projekt ermöglichte das zerstörungsfreie Durchleuchten des Untergrunds zum Erkennen von Resten der Heisterburg. Bei den sechstägigen Untersuchungen durch eine Prospektionsfirma und ehrenamtliche Helfer kam es zu Untersuchungen mit dem Magnetometer und durch Bodenradar. Während sich in der Vorburg kaum frühere Aktivitätsbereiche abzeichneten, fanden sich in der Hauptburg Anomalien, die auf handwerkliche Prozesse mit Hitzewirkung schließen lassen. Als Ursache kommen Verhüttungsöfen sowie Schlackenreste infrage. Es gab ebenso Hinweise auf Siedlungsgruben. An der höchsten Stelle der Hauptburg zeichnete sich durch das Bodenradar ein Areal von 20 × 30 Meter mit rechteckigen Strukturen ab, was auf eine Steinbebauung hinweist. Es handelt sich um einen Komplex von mehreren Gebäuden oder Räumen, die bei früheren Grabungen zum Teil freigelegt wurden. Die Untersuchungen dienten der fundierten Bestandsaufnahme der Anlage. Die Untersuchungsergebnisse wurden im Jahr 2015 in Rodenberg der Öffentlichkeit vorgestellt.
Im Jahr 2017 nahmen Studenten der Geoinformatik des Instituts für Kartografie und Geoinformatik der Universität Hannover eine Reliefkartierung der Befestigungsanlage vor. Derartige Vermessungen archäologisch bedeutsamer Anlagen zur Anfertigung eines virtuellen 3D-Modells finden seit Jahrzehnten im Zusammenwirken der Universität Hannover mit dem Niedersächsischen Landesamt für Denkmalpflege statt.

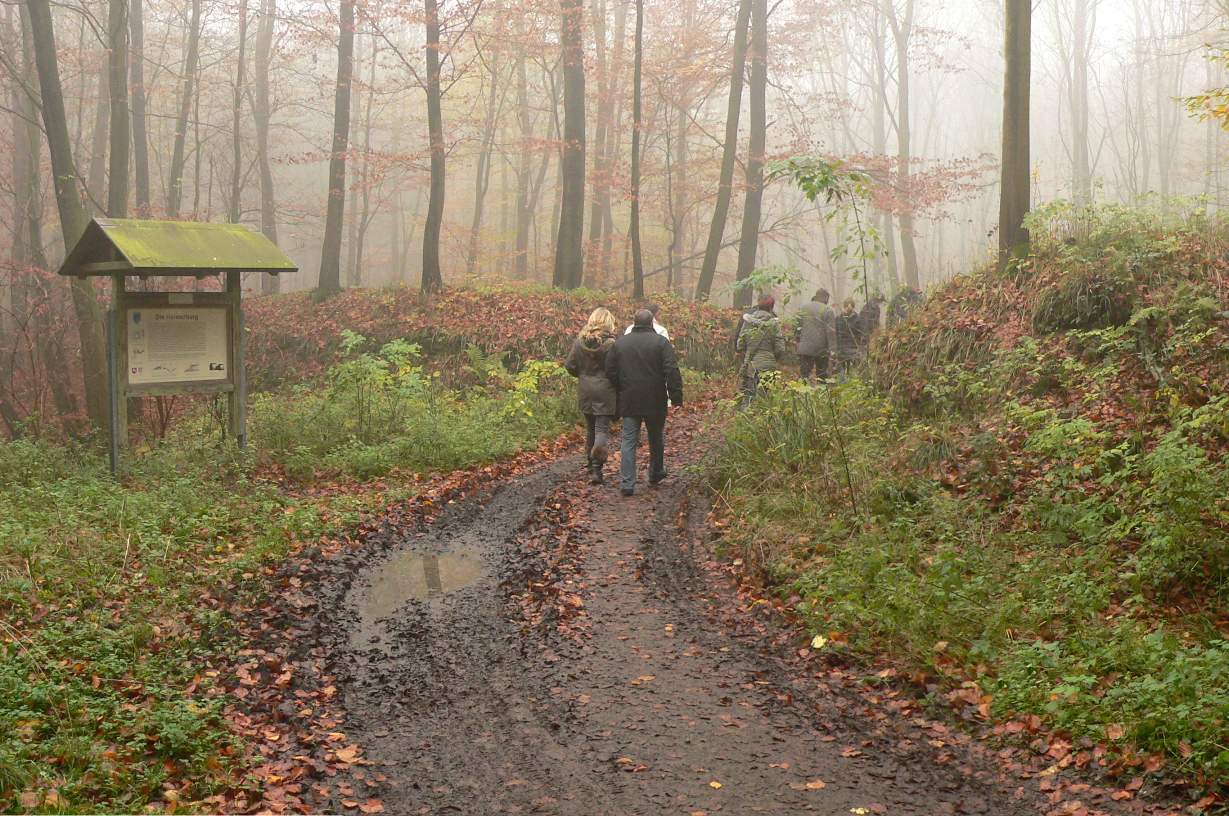
Nordwestliches Tor mit Infotafel
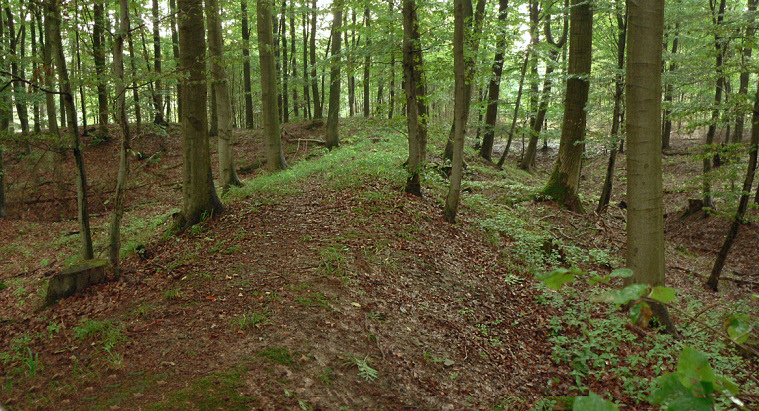
Nordöstliche Wallecke, links Hauptburg, rechts Vorburgbereich
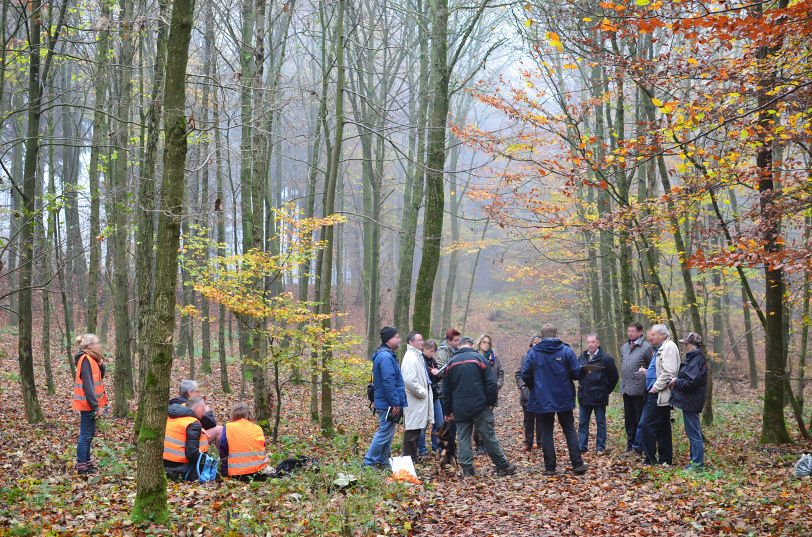
Geophysikalische Prospektion im Herbst 2014
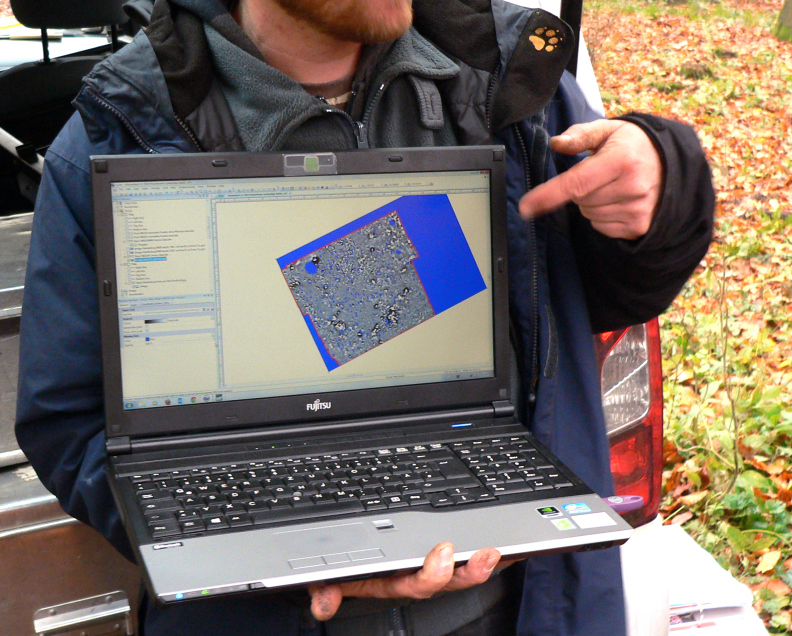
Georadarbild eines Teilbereichs der Heisterburg, 2014

### Neugrabung 2018
2018 führten Studenten der HAWK Hildesheim unter der Leitung des Archäologen Markus Blaich vom Niedersächsischen Landesamt für Denkmalpflege eine Ausgrabung durch. Sie fand in Kooperation mit der Kommunalarchäologie der Schaumburger Landschaft statt. Die Lehr- und Forschungsgrabung erfolgte in vier kleinräumigen Grabungsbereichen und diente insbesondere der Datierung der Befestigungsanlage anhand der im Boden vorhandenen Reste. Sie führte zur Feststellung von verschiedenen Befunden, wie 50 cm breite Fundamente mit mehreren Steinlagen, eine mit Steinen gefüllte Abfallgrube und mögliche Reste eines Ofens oder einer Feuerstelle. Die Archäologen vermuten, dass es sich bei den Fundamenten um die Schwellbalkenkonstruktion eines Gebäudes handelt. Außer einzelnen Keramik- und Knochenresten wurden nur wenige Fundstücke zu Tage gefördert. Eine Erklärung für die außerordentliche Fundarmut könnte laut den Archäologen eine kurze Nutzungsdauer der Befestigungsanlage sein. Im Ergebnis der zwei Wochen andauernden Ausgrabung ließen sich einzelne Gebäudegrundrisse innerhalb der Hauptburg rekonstruieren. Nach Abschluss der Grabungsarbeiten wurden die untersuchten Flächen zu ihrem Schutz wieder mit Erde bedeckt.

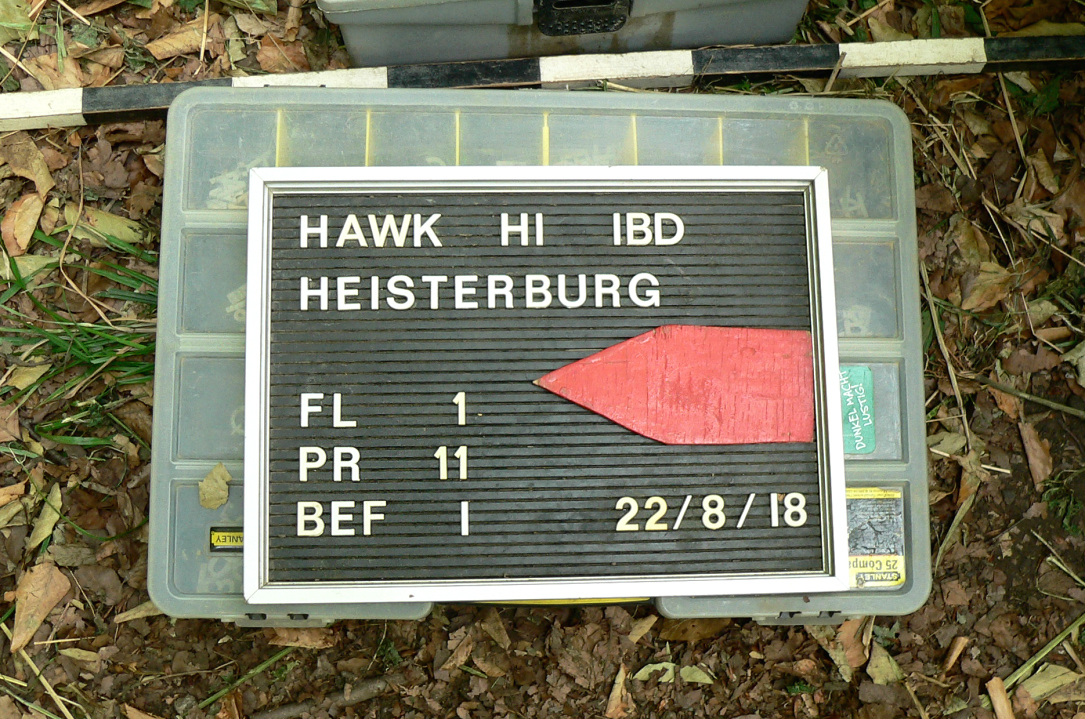
Ausgrabungstitel
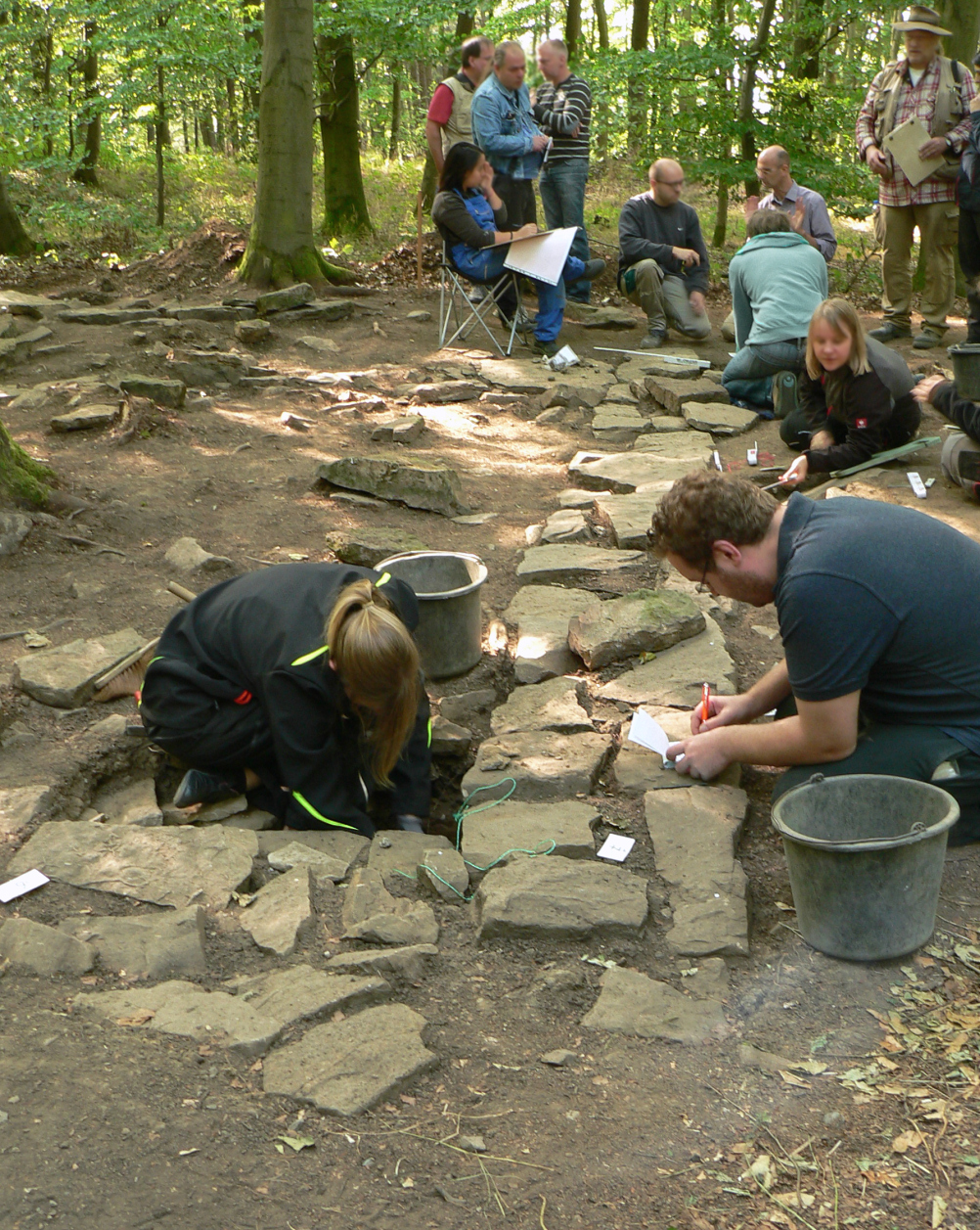
Freigelegte Fundamentreste, 2018
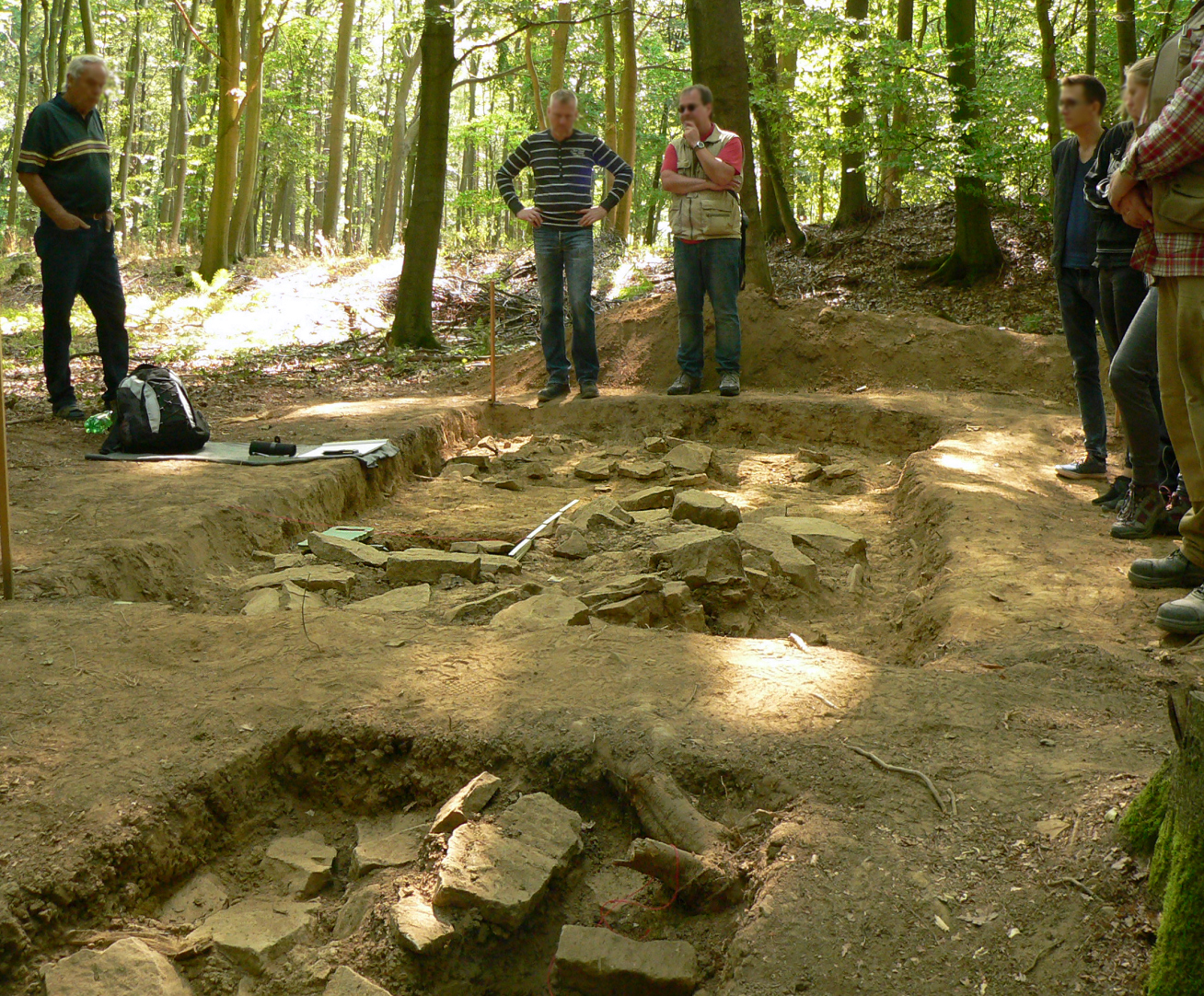
Ein Grabungsbereich
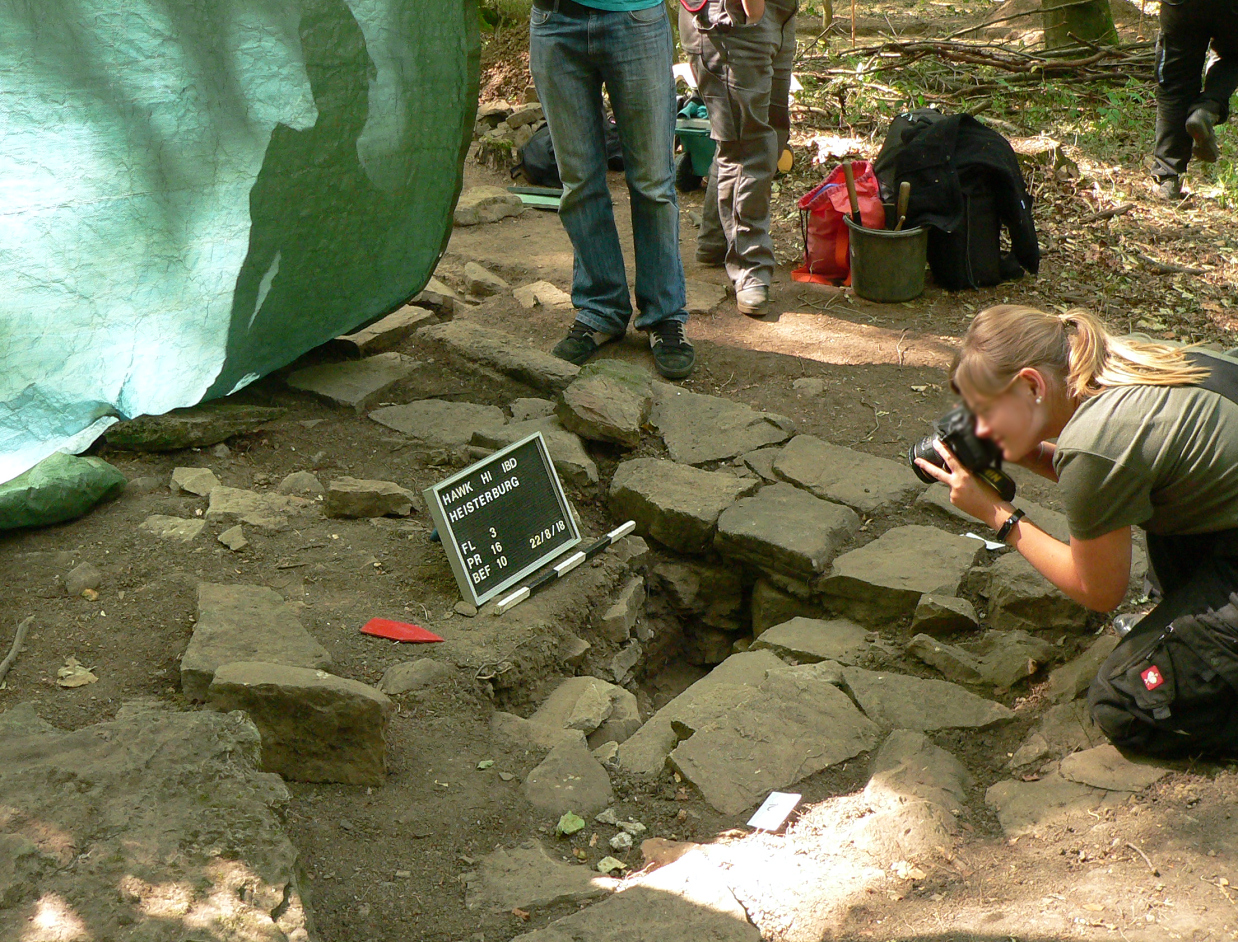
Fotografische Dokumentation

## Nutzungsdeutung

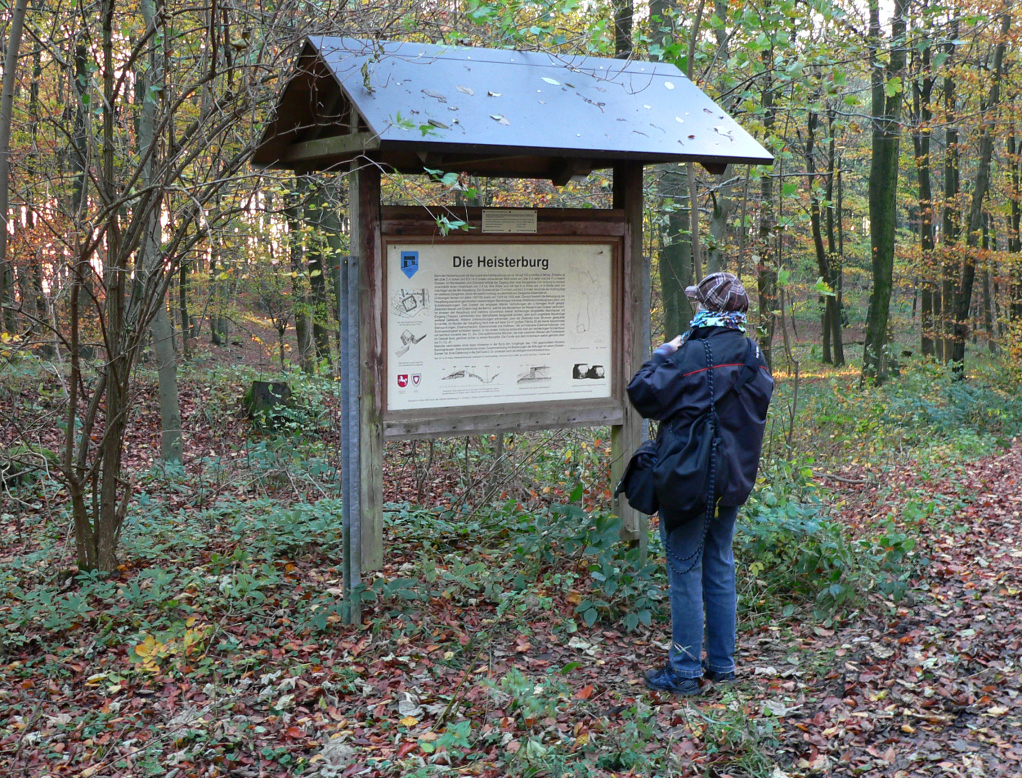
Infotafel am südöstlichen Zugang zur Heisterburg

Die früheren und auch die neueren archäologischen Untersuchungen konnten keine zweifelsfreien Erkenntnisse zur Entstehungszeit erbringen. Die Fundstücke, insbesondere die vorgefundene Kugeltopfkeramik aus dem 10. Jahrhundert, führten zu der Annahme, dass die Anlage im Wesentlichen im 11. Jahrhundert benutzt wurde. In der schriftlichen Überlieferung finden sich keine Erkenntnisse zu den Erbauern oder Nutzern der Heisterburg, so dass ihre Geschichte trotz der bisherigen Untersuchungen noch ungeklärt ist. Eine nähere Erkundung, die zwischen 2014 und 2018 durch Prospektionen sowie eine Ausgrabung erfolgten, war seit langem ein Forschungsdesiderat, auch im Hinblick auf einen Zusammenhang mit den Besitzungen der Billunger im nahe gelegenen Deister-Süntel-Tal.
Über den Zweck der Anlage bestehen unterschiedliche Theorien und Erklärungsansätze. Wegen der festgestellten Steingebäude könnte es sich um den Sitz einer Adelsfamilie vor der Anwesenheit der Schaumburger Grafen gehandelt haben. Denkbar ist auch eine Grenzstelle an einem Handelsweg. Wegen der Verhüttungsreste könnte die Anlage im Zusammenhang mit dem Deister-Bergbau stehen. Sicher erscheint nur, dass es sich wegen der starken Befestigung und der dauerhaften Anwesenheit von Menschen um einen militärischen und politischen Zentralplatz in der Art einer befestigten Höhensiedlung handelte. Der Theorie einer Fliehburg in der Hauptburg widersprechen im Fall der Heisterburg früh- und hochmittelalterliche Aktivitätszonen mit Gebäuderesten. Allerdings könnte es sich bei den Gebäuderesten auch um spätere Einbauten in eine frühere Anlage handeln. Das ausgedehnte Gelände der Vorburg erscheint wegen der geringen Aktivitäten eher als Fliehburg, in der sich die Bevölkerung in Zeiten von Krieg oder Gefahr kurzfristig aufhalten konnte.

## Ähnliche Befestigungsanlagen der näheren Umgebung
Ähnliche Wallanlagen wie die Heisterburg finden sich in und um den Deister; die nächste ist die nur 600 Meter südlich gelegene Wirkesburg bei Lauenau-Feggendorf. Alle diese Anlagen sind vermutlich im Zeitraum zwischen dem 9. und 11. Jahrhundert entstanden, was in einigen Fällen anhand der 14C Datierung nachgewiesen werden konnte.
- In der Ebene:
  - Isenburg bei Barsinghausen-Landringhausen
  - Düsselburg bei Rehburg
  - Lüningsburg bei Neustadt am Rübenberge

- In der Höhe:
  - Barenburg bei Eldagsen
  - Heisterschlösschen bei Beckedorf
  - Kukesburg bei Springe-Altenhagen I
  - Bennigser Burg bei Bredenbeck-Steinkrug
  - Sachsenwall bei Nordstemmen
  - Ringwall auf dem Gehrdener Berg bei Gehrden

Befestigungswerke dieser Art wurden von der archäologischen Forschung ursprünglich als sächsisch oder als Heinrichsburgen angesehen. Die neuere Forschung ordnet die Bauwerke im Raum der Mittelweser und der Leine dagegen einer Zeitspanne vom 8. bis 12. Jahrhundert zu. Wegen fehlender Besiedlung dürften die Anlagen nur sporadisch genutzt worden sein und als Fliehburgen gedient haben. Bei den im Deisterraum gelegenen Anlagen (Wirkesburg, Bennigser Burg, Heisterschlösschen) ist typisch, das sie auf abfallenden Bergrücken und in der Nähe eines Bachlaufs errichtet wurden.